# 608 Adolfine
Adolfine (asteroide 608) é um asteroide da cintura principal com um diâmetro de 25,18 quilómetros, a 2,6598934 UA. Possui uma excentricidade de 0,1206507 e um período orbital de 1 921,54 dias (5,26 anos).
Adolfine tem uma velocidade orbital média de 17,12542389 km/s e uma inclinação de 9,36246º.
Esse asteróide foi descoberto em 18 de Setembro de 1906 por August Kopff.